# Jean-Marie Darracq
Pour les articles homonymes, voir Darracq (homonymie).
Jean-Marie Darracq est un homme politique français né le 9 avril 1815 à Mont-de-Marsan (Landes) et décédé le 31 octobre 1903 à Saint-Pandelon (Landes).
Avocat, conseiller général, il est député des Landes de 1867 à 1870, siégeant dans la majorité soutenant le Second Empire.

### Sources
- « Jean-Marie Darracq », dans Adolphe Robert et Gaston Cougny, Dictionnaire des parlementaires français, Edgar Bourloton, 1889-1891 [détail de l’édition]